# Krause Piccolo Trumpf
Der Krause Piccolo Trumpf ist ein dreirädriges einsitziges Versehrtenfahrzeug aus der DDR und Vorgänger des bekannten (Krause) Duo.

## Geschichte
Produziert wurde der Krause Piccolo Trumpf vom Leipziger Unternehmen Louis Krause. Es wurde 1880 gegründet und begann Ende der 1940er Jahre mit dem Bau von Kriegsversehrtenfahrzeugen.
Produziert wurden verschiedene Modelle, gesicherte Daten liegen jedoch erst ab dem Piccolo Trumpf vor.

## Modelle

### Piccolo Trumpf
Der Piccolo Trumpf wurde von 1955 bis 1958 mit einer Stückzahl von insgesamt etwa 3000 gebaut. Er war motorisiert wie ein Simson SR1: der Motor lag rechts unter dem Sitz und trieb das rechte Hinterrad an. Auch die Vorderradschwinge wurde vom SR1 übernommen; die Haube über dem Vorderrad war die des Rollers Pitty von IWL. Gebremst wurden beide Hinterräder gleichmäßig durch Ziehen an der Lenksäule. Der Rahmen des Piccolo Trumpf bestand aus gefaltetem Blech. Neben dem Betrieb durch den Motor war auch eine Fortbewegung durch Muskelkraft möglich; hierzu musste ein Hebel umgelegt und daraufhin die Lenksäule auf- und abbewegt werden.

### Piccolo Trumpf/5
Der Nachfolger Piccolo Trumpf/5 sah seinem Vorgänger äußerlich sehr ähnlich, jedoch wurden einige technische Details verändert: Der Motor war nun stärker und aus dem Simson SR2 entnommen, er saß auf der linken Fahrzeugseite und trieb dementsprechend das linke Hinterrad an, gebremst wurde nun (physikalisch viel logischer) durch Drücken der Bremssäule. Die Höchstgeschwindigkeit lag etwa bei 30 km/h. Produziert wurde dieses Modell von 1958 bis 1965 mit einer Stückzahl von etwa 4500.

### Piccolo Trumpf/7
Vom Piccolo Trumpf/7 wurden von 1966 bis 1975 etwa 2500 Stück gebaut. Die Veränderung gegenüber dem /5 ist die komplett von der Simson Schwalbe übernommene Front, mit der das Design des Einsitzers modernisiert und das Krankenfahrstuhlsortiment von Krause einheitlich auf die Schwalbe-Design-Linie gebracht wurde.

### Duo-Modelle
Die Duo-Modelle verfügen über eine verbreiterte Sitzbank für bis zu zwei Personen. Die Produktion des Krause Piccolo Duo/2, welches das erste Duomodell ist, welches äußerlich wie das bekannte Duo 4/1 aussieht, begann im gleichen Jahr, das erste Duo hatte noch eine verbreiterte Version der Pittyfront.